# Arctia albociliata
Arctia albociliata är en fjärilsart som beskrevs av Barend J. Lempke 1964. Arctia albociliata ingår i släktet Arctia och familjen björnspinnare. Inga underarter finns listade i Catalogue of Life.